# Ayoó de Vidriales (kommunhuvudort)
Ayoó de Vidriales är en kommunhuvudort i Spanien.   Den ligger i provinsen Provincia de Zamora och regionen Kastilien och Leon, i den nordvästra delen av landet, 270 km nordväst om huvudstaden Madrid. Ayoó de Vidriales ligger 808 meter över havet och antalet invånare är 422.
Terrängen runt Ayoó de Vidriales är lite kuperad. Runt Ayoó de Vidriales är det glesbefolkat, med 13 invånare per kvadratkilometer. Närmaste större samhälle är Santibáñez de Vidriales, 7,5 km sydost om Ayoó de Vidriales. 